# Kansas City Chiefs 2018
La stagione 2018 dei Kansas City Chiefs è stata la 49ª della franchigia nella National Football League, la 59ª complessiva e la sesta con Andy Reid come capo-allenatore.
Prima della stagione i Chiefs cambiarono diversi elementi nel roster, cedendo il due volte Pro Bowler Marcus Peters e il quarterback titolare delle precedenti annate, Alex Smith. La squadra annullò anche l'ultimo anno di contratto del veterano Derrick Johnson e svincolò il linebacker Tamba Hali. Sotto la guida del quarterback al secondo anno Patrick Mahomes, i Chiefs vinsero tutte le prime 5 gare per il secondo anno consecutivo prima di perdere contro i New England Patriots. Seguirono 4 vittorie consecutive prima di perdere contro i Los Angeles Rams in una partita dall'alto punteggio. Con la vittoria sui Baltimore Ravens, la squadra centrò la quinta qualificazione ai playoff delle ultime sei stagioni (quarta consecutiva). Con una vittoria sugli Oakland Raiders 35–3, il club si aggiudicò il terzo titolo di division consecutivo e il vantaggio del fattore campo in tutti i playoff dell'AFC. I Chiefs raggiunsero la prima finale di conference dal 1993 battendo gli Indianapolis Colts 31–13 nel Divisional Round, chiudendo una striscia di sei sconfitte consecutive in casa nei playoff che risaliva al 1993. La squadra fu eliminata a un passò dal Super Bowl LIII perdendo contro i New England Patriots ai tempi supplementari.
Patrick Mahomes passò oltre 5.000 yard e 50 touchdown, diventando il primo giocatore della storia dei Chiefs ad essere premiato come MVP della NFL, oltre che come giocatore offensivo dell'anno.

## Scelte nel Draft 2018

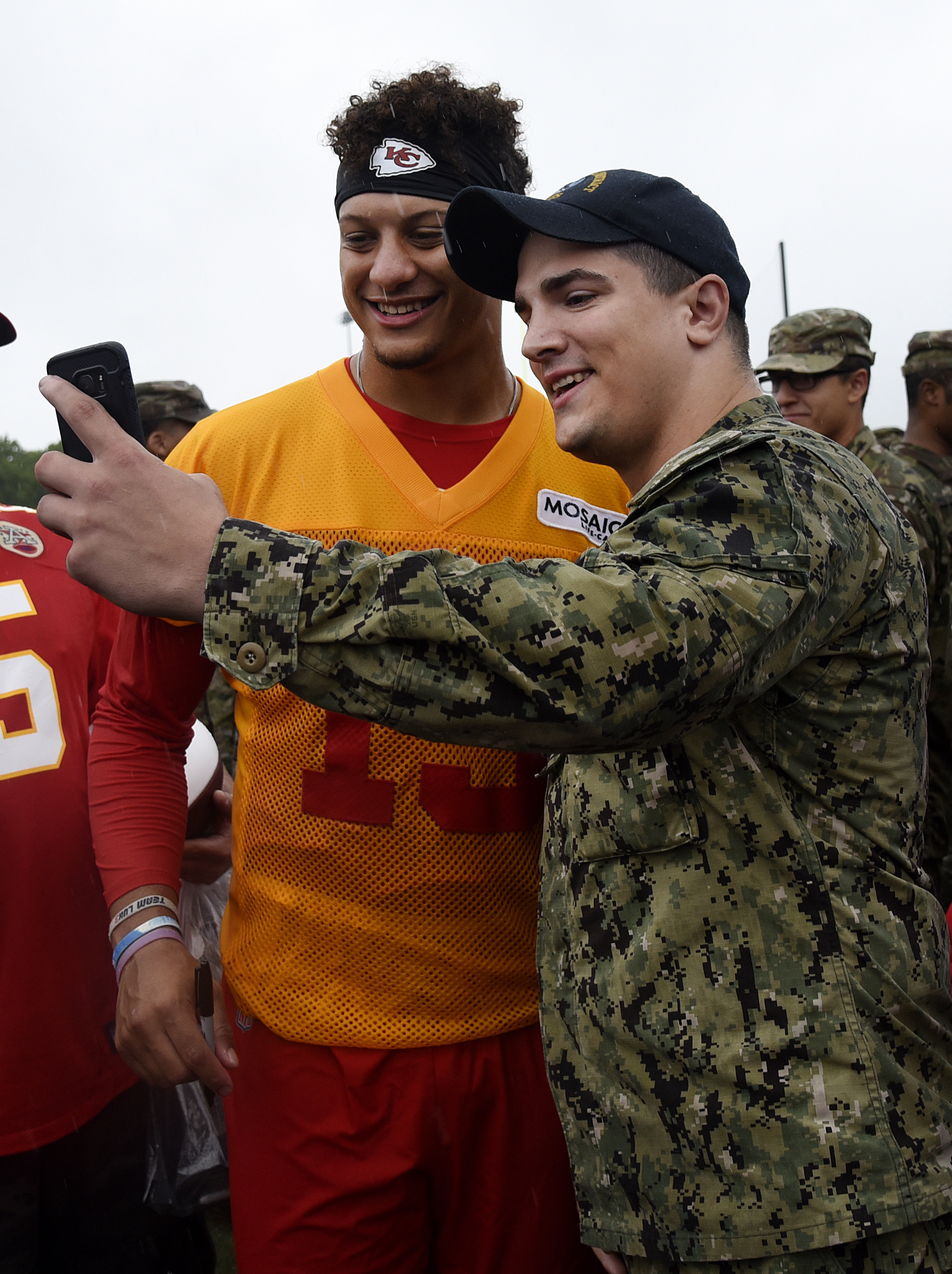
Patrick Mahomes con un militare durante il training camp 2018

| Scelte dei Chiefs nel Draft 2018 |        |                 |                  |                  |
| Giro                             | Scelta | Giocatore       | Ruolo            | College          |
| 2                                | 46     | Breeland Speaks | Defensive end    | Ole Miss         |
| 3                                | 75     | Derrick Nnadi   | Defensive tackle | Florida State    |
| 3                                | 100    | Dorian O'Daniel | Linebacker       | Clemson          |
| 4                                | 124    | Armani Watts    | Safety           | Texas A&M        |
| 6                                | 196    | Tremon Smith    | Cornerback       | Central Arkansas |
| 6                                | 198    | Kahlil McKenzie | Defensive tackle | Tennessee        |

## Staff
| Staff dei Kansas City Chiefs nel 2018 |
| --- |
| Organi dirigenziali - Chairman/CEO: Clark Hunt - Presidente: Mark Donovan - General Manager: Brett Veach - Assistente General Manager: Joel Collier - Assistente esecutivo del General Manager: Debbie Ball Capo allenatore - Andy Reid Altri allenatori - Preparatore atletico – Barry Rubin - Assistente – Travis Crittenden - Assistente – Devin Woodhouse - Scienza sportiva/condizione – Ryan Reynolds Allenatori dell'attacco - Coordinatore offensivo: – Eric Bieniemy - Quarterback – Mike Kafka - Running Back – Deland McCullough - Wide Receiver – Greg Lewis - Tight Ends – Tom Melvin - Offensive Line – Andy Heck - Assistente Quarterback/Assistente Offensive Line – Corey Matthaei - Controllo qualità - Joe Blaymeir - Controllo qualità - Mike Kafka Allenatori della difesa - Coordinatore difensivo: Bob Sutton - Defensive Line – Britt Reid - Assistant Defensive Line – Mike Smith - Linebacker – Gary Gibbs - Assistente Linebacker – Mark DeLeone - Defensive Back – Emmitt Thomas - Defensive Back/Cornerback – Al Harris - Assistente difesa – Vacante Allenatori dello special team - Coordinatore dello Special Team: David Toub - Assistente dello Special Team: Rod Wilson |

## Roster
| Roster dei Kansas City Chiefs nel 2018 |
| --- |
| Quarterback - 4 Chad Henne - 15 Patrick Mahomes Running Back - 42 Anthony Sherman FB - 32 Spencer Ware - 26 Damien Williams - 31 Darrel Williams Wide Receiver - 17 Chris Conley - 10 Tyreek Hill - 19 Marcus Kemp - 11 Demarcus Robinson - 13 De'Anthony Thomas - 14 Sammy Watkins Tight End - 82 Alex Ellis - 87 Travis Kelce Offensive Linemen - 65 Jordan Devey G - 76 Laurent Duvernay-Tardif G - 75 Cameron Erving T - 72 Eric Fisher T - 66 Kahlil McKenzie G - 61 Mitch Morse C - 62 Austin Reiter C - 71 Mitchell Schwartz T - 77 Andrew Wylie T Defensive Linemen - 97 Allen Bailey DE - 74 Justin Hamilton NT - 94 Jarvis Jenkins DE - 95 Chris Jones DE - 91 Derrick Nnadi NT - 98 Xavier Williams NT Linebacker - 55 Dee Ford OLB - 53 Anthony Hitchens ILB - 50 Justin Houston OLB - 92 Tanoh Kpassagnon OLB - 56 Ben Nieman ILB - 44 Dorian O'Daniel ILB - 59 Reggie Ragland ILB - 48 Terrance Smith ILB - 57 Breeland Speaks OLB Defensive Back - 29 Eric Berry FS - 23 Kendall Fuller CB - 24 Jordan Lucas CB - 21 Eric Murray SS - 20 Steven Nelson CB - 38 Ron Parker SS - 22 Orlando Scandrick CB - 39 Tremon Smith CB - 35 Charvarius Ward CB - 25 Armani Watts FS Special Team - 7 Harrison Butker K - 2 Dustin Colquitt P - 41 James Winchester LS Lista delle riserve - 47 Step Durham CB (IR) - 64 Dillon Gordon T (IR) - -- Davon Grayson WR (IR) - 84 Demetrius Harris TE (Sospeso) - 73 Tejan Koroma C (IR) - 43 John David Moore FB (IR) - 1 Byron Pringle WR (IR) - 49 Daniel Sorensen SS (IR) Squadra di allenamento - 6 Josh Crockett WR - 12 Gehrig Dieter WR - 60 Ryan Hunter T - 90 Joey Ivie NT - 8 Chase Litton QB - 65 Robert McCray OLB - 34 Leon McQuay III SS - 67 Jimmy Murray C - 38 Arrion Springs CB - 40 D'Montre Wade CB 53 attivi, 8 inattivi, 10 nella squadra di allenamento |
| Legenda - I rookie sono in corsivo. - Il primo ruolo è il principale mentre gli eventuali successivi indicano i ruoli secondari. - (IR) sta per Injured Reserve ed indica la lista ristretta per un solo giocatore infortunato che può tornare ad allenarsi dopo la settimana 6 e a rientrare in prima squadra dopo che questa ha giocato 8 partite. - (NF-Inj.) / (NF-Ill.) stanno rispettivamente per Non-Football Injured e Non-Football Illness ed indicano le liste dove viene inserito un giocatore che ha un infortunio o una malattia non dipendente dal football americano. - (PUP) sta per Physically Unable to Perform ed indica la lista dove viene inserito un giocatore mentre è in attesa di recuperare la condizione fisica. Nella stagione regolare dopo la sesta partita giocata dalla propria squadra, il giocatore ha tempo tre settimane per riprendere ad allenarsi, più tre settimane aggiuntive dal suo rientro agli allenamenti per rientrare in prima squadra. |

## Calendario

### Stagione regolare
Il calendario della stagione è stato annunciato il 19 aprile 2018.
| Stagione regolare |                    |                    |                         |                    |                    |                                 |                    |                    |
| Turno             | Data               | Ora                | Avversario              | Risultato          | Record             | Stadio                          | TV                 | Sintesi            |
| 1                 | 9/9                | 4:05 p.m. EDT      | at Los Angeles Chargers | V 38–28            | 1–0                | StubHub Center                  | CBS                | Recap              |
| 2                 | 16/9               | 1:00 p.m. EDT      | at Pittsburgh Steelers  | V 42–37            | 2–0                | Heinz Field                     | CBS                | Recap              |
| 3                 | 23/9               | 1:00 p.m. EDT      | San Francisco 49ers     | V 38–27            | 3–0                | Arrowhead Stadium               | Fox                | Recap              |
| 4                 | 1/10               | 8:15 p.m. EDT      | at Denver Broncos       | V 27–23            | 4–0                | Broncos Stadium at Mile High    | ESPN               | Recap              |
| 5                 | 7/10               | 1:00 p.m. EDT      | Jacksonville Jaguars    | V 30–14            | 5–0                | Arrowhead Stadium               | CBS                | Recap              |
| 6                 | 14/10              | 8:20 p.m. EDT      | at New England Patriots | S 40–43            | 5–1                | Gillette Stadium                | NBC                | Recap              |
| 7                 | 21/10              | 1:00 p.m. EDT      | Cincinnati Bengals      | V 45–10            | 6–1                | Arrowhead Stadium               | CBS                | Recap              |
| 8                 | 28/10              | 1:00 p.m. EDT      | Denver Broncos          | V 30–23            | 7–1                | Arrowhead Stadium               | CBS                | Recap              |
| 9                 | 4/11               | 1:00 p.m. EST      | at Cleveland Browns     | V 37–21            | 8–1                | FirstEnergy Stadium             | CBS                | Recap              |
| 10                | 11/11              | 1:00 p.m. EST      | Arizona Cardinals       | V 26–14            | 9–1                | Arrowhead Stadium               | Fox                | Recap              |
| 11                | 19/11              | 8:15 p.m. EST      | at Los Angeles Rams     | S 51–54            | 9–2                | Los Angeles Memorial Coliseum   | ESPN               | Recap              |
| 12                | Settimana di pausa | Settimana di pausa | Settimana di pausa      | Settimana di pausa | Settimana di pausa | Settimana di pausa              | Settimana di pausa | Settimana di pausa |
| 13                | 2/12               | 4:05 p.m. EST      | at Oakland Raiders      | V 40–33            | 10–2               | Oakland-Alameda County Coliseum | CBS                | Recap              |
| 14                | 9/12               | 1:00 p.m. EST      | Baltimore Ravens        | V 27–24 (DTS)      | 11–2               | Arrowhead Stadium               | CBS                | Recap              |
| 15                | 13/12              | 8:20 p.m. EST      | Los Angeles Chargers    | S 28–29            | 11–3               | Arrowhead Stadium               | Fox/NFLN/Amazon    | Recap              |
| 16                | 23/12              | 8:20 p.m. EST      | at Seattle Seahawks     | S 31–38            | 11–4               | CenturyLink Field               | NBC                | Recap              |
| 17                | 30/12              | 1:00 p.m. EST      | Oakland Raiders         | V 35–3             | 12–4               | Arrowhead Stadium               | CBS                | Recap              |

Note
- Gli avversari della propria division sono in grassetto.

### Play-off
| Play-off         |                                           |                                           |                                           |                                           |                                           |                                           |                                           |                                           |
| Turno            | Data                                      | Ora                                       | Avversario (seed)                         | Risultato                                 | Risultato                                 | Stadio                                    | TV                                        | NFL.com recap                             |
| Turno            | Data                                      | Ora                                       | Avversario (seed)                         | Punteggio                                 | Record                                    | Stadio                                    | TV                                        | NFL.com recap                             |
| Wild Card        | Qualificati direttamente al secondo turno | Qualificati direttamente al secondo turno | Qualificati direttamente al secondo turno | Qualificati direttamente al secondo turno | Qualificati direttamente al secondo turno | Qualificati direttamente al secondo turno | Qualificati direttamente al secondo turno | Qualificati direttamente al secondo turno |
| Divisional       | 12/1                                      | 4:35 p.m. EST                             | Indianapolis Colts (6)                    | V 31–13                                   | 13–4                                      | Arrowhead Stadium                         | NBC                                       | Recap                                     |
| AFC Championship | 20/1                                      | 6:40 p.m. EST                             | New England Patriots (2)                  | S 31–37 (DTS)                             | 13–5                                      | Arrowhead Stadium                         | CBS                                       | Recap                                     |

## Classifiche

### Division
| AFC West                 | AFC West | AFC West | AFC West | AFC West | AFC West | AFC West | AFC West | AFC West |
| vedi • disc. • mod.      | V        | S        | P        | PCT      | DIV      | CONF     | PF       | PS       |
| ------------------------ | -------- | -------- | -------- | -------- | -------- | -------- | -------- | -------- |
| x – Kansas City Chiefs   | 12       | 3        | 0        | .786     | 4–1      | 9–2      | 499      | 380      |
| x – Los Angeles Chargers | 12       | 4        | 0        | .733     | 3–2      | 8–3      | 405      | 320      |
| Denver Broncos †         | 6        | 8        | 0        | .429     | 2–2      | 4–6      | 306      | 299      |
| Oakland Raiders †        | 4        | 12       | 0        | .250     | 0–4      | 2–8      | 260      | 418      |

### Conference
| American Football Conference           | American Football Conference | American Football Conference | American Football Conference | American Football Conference | American Football Conference | American Football Conference | American Football Conference | American Football Conference | American Football Conference | American Football Conference |
| Pos.                                   | Squadra                      | Division                     | V                            | S                            | P                            | PCT                          | DIV                          | CONF                         | SOS                          | SOV                          |
| -------------------------------------- | ---------------------------- | ---------------------------- | ---------------------------- | ---------------------------- | ---------------------------- | ---------------------------- | ---------------------------- | ---------------------------- | ---------------------------- | ---------------------------- |
| Capolista di Division                  |                              |                              |                              |                              |                              |                              |                              |                              |                              |                              |
| 1                                      | Kansas City Chiefs           | West                         | 12                           | 4                            | 0                            | .750                         | 5–1                          | 10–2                         | .480                         | .401                         |
| 2                                      | New England Patriots         | East                         | 11                           | 5                            | 0                            | .688                         | 5–1                          | 8–4                          | .482                         | .494                         |
| 3                                      | Houston Texans               | South                        | 11                           | 5                            | 0                            | .688                         | 4–2                          | 9–3                          | .471                         | .435                         |
| 4                                      | Baltimore Ravens             | North                        | 10                           | 6                            | 0                            | .625                         | 3–3                          | 8–4                          | .496                         | .450                         |
| Wild Card                              |                              |                              |                              |                              |                              |                              |                              |                              |                              |                              |
| 5                                      | Los Angeles Chargers         | West                         | 12                           | 4                            | 0                            | .750                         | 4–2                          | 9–3                          | .477                         | .422                         |
| 6                                      | Indianapolis Colts           | South                        | 10                           | 6                            | 0                            | .625                         | 4–2                          | 7–5                          | .465                         | .456                         |
| Non qualificati per i play-off         |                              |                              |                              |                              |                              |                              |                              |                              |                              |                              |
| 7                                      | Pittsburgh Steelers          | North                        | 9                            | 6                            | 1                            | .594                         | 4–1–1                        | 6–5–1                        | .504                         | .448                         |
| 8                                      | Tennessee Titans             | South                        | 9                            | 7                            | 0                            | .563                         | 3–3                          | 5–7                          | .520                         | .465                         |
| 9                                      | Cleveland Browns             | North                        | 7                            | 8                            | 1                            | .469                         | 3–2–1                        | 5–6–1                        | .516                         | .411                         |
| 10                                     | Miami Dolphins               | East                         | 7                            | 9                            | 0                            | .438                         | 4–2                          | 6–6                          | .469                         | .446                         |
| 11                                     | Denver Broncos               | West                         | 6                            | 10                           | 0                            | .375                         | 2–4                          | 4–8                          | .523                         | .464                         |
| 12                                     | Cincinnati Bengals           | North                        | 6                            | 10                           | 0                            | .375                         | 1–5                          | 4–8                          | .535                         | .448                         |
| 13                                     | Buffalo Bills                | East                         | 6                            | 10                           | 0                            | .375                         | 2–4                          | 4–8                          | .523                         | .411                         |
| 14                                     | Jacksonville Jaguars         | South                        | 5                            | 11                           | 0                            | .313                         | 1–5                          | 4–8                          | .549                         | .463                         |
| 15                                     | New York Jets                | East                         | 4                            | 12                           | 0                            | .250                         | 1–5                          | 3–9                          | .506                         | .438                         |
| 16                                     | Oakland Raiders              | West                         | 4                            | 12                           | 0                            | .250                         | 1–5                          | 3–9                          | .547                         | .406                         |
| Criteri di spareggio                   |                              |                              |                              |                              |                              |                              |                              |                              |                              |                              |
| 1. 2. 3. 4. 5. 6. 7. 8. 9. 10.         |                              |                              |                              |                              |                              |                              |                              |                              |                              |                              |
| Legenda                                |                              |                              |                              |                              |                              |                              |                              |                              |                              |                              |
| w — wild card ottenuta                 |                              |                              |                              |                              |                              |                              |                              |                              |                              |                              |
| x — partecipazione ai playoff ottenuta |                              |                              |                              |                              |                              |                              |                              |                              |                              |                              |
| y — campioni di division               |                              |                              |                              |                              |                              |                              |                              |                              |                              |                              |
| z — salto del primo turno di play-off  |                              |                              |                              |                              |                              |                              |                              |                              |                              |                              |
| * — vantaggio del campo ottenuto       |                              |                              |                              |                              |                              |                              |                              |                              |                              |                              |

## Premi
- Patrick Mahomes:

MVP della NFL
giocatore offensivo dell'anno

### Premi settimanali e mensili
- Patrick Mahomes:

giocatore offensivo della AFC della settimana 1
giocatore offensivo della AFC della settimana 2
quarterback della settimana 2
giocatore offensivo della AFC del mese di settembre
quarterback della settimana 7
quarterback della settimana 8
- Dee Ford:

difensore della AFC della settimana 8
difensore della AFC del mese di ottobre
- Kareem Hunt:

giocatore offensivo della AFC della settimana 9
running back della settimana 9
- Chris Jones:

difensore della AFC del mese di novembre